# Cybaeus basarukini
Espèce
Cybaeus basarukini est une espèce d'araignées aranéomorphes de la famille des Cybaeidae.

## Distribution
Cette espèce est endémique de Sakhaline en Russie,.

## Description
Le mâle holotype mesure 6,6 mm et la femelle paratype 8,1 mm.

## Étymologie
Cette espèce est nommée en l'honneur d'Anatoli M. Basarukin.

## Publication originale
- Marusik & Logunov, 1991 : Spiders of the superfamily Amaurobioidea (Aranei) from Sakhalin and Kurily Islands. Zoologicheskiĭ Zhurnal, vol. 70, no 9, p. 87-94 (texte intégral).